# Erick Barrondo
Erick Bernabé Barrondo García (San Cristóbal Verapaz, 14 giugno 1991) è un marciatore guatemalteco.

## Biografia
È stato vincitore della medaglia d'argento nei 20 km marcia ai Giochi olimpici di Londra 2012, la prima medaglia nella storia olimpica del Guatemala.

## Progressione

### 20 km marcia
| Stagione | Risultato | Luogo   | Data      | Rank. Mond. |
| -------- | --------- | ------- | --------- | ----------- |
| 2012     | 1h18'25"  | Lugano  | 18-3-2012 |             |
| 2011     | 1h20'58"  | Dublino | 26-6-2011 |             |

## Palmarès
| Anno | Manifestazione      | Sede           | Evento         | Risultato | Prestazione | Note                                     |
| ---- | ------------------- | -------------- | -------------- | --------- | ----------- | ---------------------------------------- |
| 2011 | Mondiali            | Taegu          | Marcia 20 km   | 6º        | 1h22'08"    |                                          |
| 2011 | Giochi panamericani | Guadalajara    | Marcia 20 km   | Oro       | 1h21'51"    |                                          |
| 2012 | Giochi olimpici     | Londra         | Marcia 20 km   | Argento   | 1h18'57"    |                                          |
| 2012 | Giochi olimpici     | Londra         | Marcia 50 km   | dq        | dq          |                                          |
| 2013 | Mondiali            | Mosca          | Marcia 20 km   | dq        | dq          |                                          |
| 2014 | Giochi CAC          | Veracruz       | Marcia 20 km   | dq        | dq          |                                          |
| 2014 | Giochi CAC          | Veracruz       | Marcia 50 km   | Oro       | 3h49'40"    | Record dei Giochi                        |
| 2015 | Giochi panamericani | Toronto        | Marcia 20 km   | dq        | dq          |                                          |
| 2015 | Giochi panamericani | Toronto        | Marcia 50 km   | Argento   | 3h55'57"    |                                          |
| 2015 | Mondiali            | Pechino        | Marcia 50 km   | dq        | dq          |                                          |
| 2016 | Giochi olimpici     | Rio de Janeiro | Marcia 20 km   | 50º       | 1h27'01"    |                                          |
| 2017 | Mondiali            | Londra         | Marcia 20 km   | 21º       | 1h21'34"    | Miglior prestazione personale stagionale |
| 2018 | Giochi CAC          | Barranquilla   | Marcia 20 km   | Bronzo    | 1h27'17"    |                                          |
| 2019 | Giochi panamericani | Lima           | Marcia 50 km   | dnf       | dnf         |                                          |
| 2019 | Mondiali            | Doha           | Marcia 20 km   | 12º       | 1h30'40"    |                                          |
| 2021 | Giochi olimpici     | Tokyo          | Marcia 50 km   | dq        | dq          |                                          |
| 2022 | Mondiali            | Eugene         | Marcia 35 km   | 30º       | 2h35'01"    |                                          |
| 2022 | Campionati NACAC    | Freeport       | Marcia 20000 m | Bronzo    | 1h28'32"19  |                                          |